# Підлузька сільська рада
| Підлузька сільська рада — орган місцевого самоврядування у Тисменицькому районі Івано-Франківської області з адміністративним центром у с. Підлужжя. Утворена 12 травня 1990 року. Водоймища на території, підпорядкованій даній раді: річка Ворона. Сільській раді підпорядковані населені пункти: - с. Підлужжя |

## Склад ради
Рада складається з 16 депутатів та голови.

### Керівний склад ради
| ПІБ                      | Основні відомості                                            | Дата обрання | Дата звільнення |
| ------------------------ | ------------------------------------------------------------ | ------------ | --------------- |
| Бурачок Надія Михайлівна | Сільський голова, 1957 року народження, освіта, позапартійна | 26.03.2006   | 31.10.2010      |

Примітка: таблиця складена за даними джерела